# Trachelas organatus
Trachelas organatus là một loài nhện trong họ Trachelidae.
Loài này thuộc chi Trachelas. Trachelas organatus được miêu tả năm 1974 bởi Norman I. Platnick & Shadab.